# Stellicola femineus
Stellicola femineus is een eenoogkreeftjessoort uit de familie van de Lichomolgidae. De wetenschappelijke naam van de soort is voor het eerst geldig gepubliceerd in 1967 door Arthur G. Humes en Ju-Shey Ho.
De soort werd ontdekt nabij Nosy Be (Madagaskar). Het is een parasiet van zeesterren (Leiaster leachi en Leiaster speciosus).